# Àcid malònic
L'àcid malònic (nom IUPAC: àcid propanodioic) és un àcid dicarboxílic amb estructura CH₂(COOH)₂. A la forma ionitzada de l'àcid malònic així com als seus èsters i sals se'ls coneix com a malonats.
El seu nom deriva del mot llatí malum que significa poma.

## Bioquímica
Un derivat de l'àcid malònic, el malonil-CoA, és el precursor de la biosíntesi d'àcids grassos.
L'àcid malònic inhibeix a la succinat deshidrogenasa en el cicle de l'àcid cítric.
La sal càlcica de l'àcid malònic es troba en l'arrel de remolatxa.

## Síntesi
Una preparació clàssica de l'àcid malònic parteix de l'àcid acètic. Aquest àcid és clorat a àcid cloroacètic. A continuació amb carbonat de sodi es genera la sal de sodi. Aquesta es fa reaccionar amb cianur de sodi obtenint el cianoacetat a través d'una substitució nucleòfila on el CN-reemplaça l'àtom de clor. El grup cià pot ser hidrolitzat amb sosa a carboxílic. El malonat de sodi resultant mitjançant acidificació condueix a l'àcid malònic.